# Казачаны
Казачаны (укр. Козачани) — село в Шполянском районе Черкасской области Украины.
Население по переписи 2001 года составляло 23 человека. Почтовый индекс — 20655. Телефонный код — 4741.

## Местный совет
20655, Черкасская обл., Шполянский р-н, с. Весёлый Кут, ул. Колхозная